# Béboto
Béboto est une petite ville du Tchad. Elle est le chef-lieu du département du Kouh-Ouest dans la région du Logone Oriental.